# Marinko Jurendić
Marinko Jurendić (* 24. November 1977 in Gradačac im Norden von Bosnien-Herzegowina) ist ein ehemaliger Schweizer Fussballspieler und -trainer sowie heutiger Fußballfunktionär. 

## Herkunft und Anfangsjahre
Der Schweizer Jurendić wurde 1977 im damaligen Jugoslawien geboren und lebte die ersten neun Jahre bei seiner Grossmutter, ehe er mit seinem älteren Bruder zu den Eltern und dem jüngeren Bruder in die Zentralschweiz nachzog. Nach seinem Lehrseminar war er ab 2000 für einige Jahre als Profifussballer auf der Position des Stürmers aktiv. Sein grösster Erfolg war der Aufstieg 2002 mit dem FC Thun in die Super League. Weitere Stationen in seiner Laufbahn waren der FC Winterthur, der SC Kriens und der FC Luzern. 2008 beendete Jurendić im Alter von nur 28 Jahren aufgrund mehrerer Verletzungen seine Spielerkarriere beim SC Cham.

## Karriere als Trainer
Im Mai 2014 wurde Jurendić Trainer des SC Kriens, wo er den Abstieg aus der Promotion League am Saisonende jedoch nicht mehr verhindern konnte. Ein Jahr später gelang ihm dafür mit einer sehr jungen Mannschaft der sofortige Wiederaufstieg. Parallel zu seinem Trainerjob in Kriens war er zudem Assistent des Technischen Direktors beim Schweizerischen Fussballverband. Zum 1. Juni 2017 heuerte er als Trainer beim FC Aarau an, wurde dort allerdings im März 2018 wegen sportlichen Misserfolgs wieder entlassen. Ab Juni 2018 trainierte er noch für zwei Jahre die U21 des FC Zürich, ehe er seine Laufbahn als Funktionär fortsetzte. 

## Karriere als Manager
Im August 2020 wurde er Sportchef des FC Zürich. Unter Jurendićs Amtszeit gewannen die Zürcher in der Saison 2021/22 zum 13. Mal in ihrer Vereinsgeschichte die Schweizer Meisterschaft. Zum 1. August 2023 wechselte Jurendić in die Fussball-Bundesliga und wurde als designierter Nachfolger von Stefan Reuter Sportdirektor des FC Augsburg. Er unterschrieb bei den Fuggerstädtern einen Vertrag bis zum 30. Juni 2026. Nachdem Reuter im September 2023 nach über 10 Jahren seine Tätigkeit als Manager offiziell beendet hatte, übernahm Jurendić dessen Aufgaben. Nach seinem Amtsantritt wurde Trainer Enrico Maaßen im Oktober 2023 aufgrund eines schwachen Augsburger Saisonstarts entlassen und durch Jess Thorup ersetzt. Die Saison 2023/24 schloss der FCA auf dem elften Platz ab. In der Saison 2024/25 folgte Platz 12. Eine Woche nach dem Saisonende wurden Jurendić und Thorup vom Verein freigestellt.